# Borza
Borza (románul: Bârza) falu Maros megyében, Erdélyben. Közigazgatásilag Mezőszengyel községhez tartozik.

## Fekvése
Marosludastól 12 km-re északra, a Mezőség déli részén található.